# Bisdom La Paz en la Baja California Sur
Het bisdom La Paz en la Baja California Sur (Latijn: Dioecesis Paciensis in California Inferiori Meridionali) is een rooms-katholiek bisdom met als zetel La Paz, in Mexico. Het bisdom is suffragaan aan het aartsbisdom Tijuana. 

## Geschiedenis
Het bisdom werd opgericht op 13 april 1957, als de apostolische prefectuur La Paz en la Baja California Sur, uit delen van het apostolisch vicariaat California Inferiore, en was suffragaan aan het aartsbisdom Hermosillo. Op 1 maart 1976 werd het verheven tot apostolisch vicariaat. Op 21 maart 1988 werd het verheven tot bisdom. Op 25 november 2006 wisselde het van kerkprovincie en werd suffragaan aan het nieuw verheven aartsbisdom Tijuana. 

## Parochies
Het bisdom had in 2021 een oppervlakte van 73.909 km2 en telde 798.447 inwoners waarvan 81,3% rooms-katholiek was.

## Bisschoppen
- Júan Giordani (15 april 1958 - 1976)
- Gilberto Valbuena Sánchez (1 maart 1976 - 8 juli 1989)
- Braulio Rafael León Villegas (21 februari 1990 - 11 december 1999)
- Miguel Angel Alba Díaz (16 juni 2001 - heden)
  - Miguel Ángel Espinoza Garza (coadjutor: 3 november 2022 - heden)

Tijuana (aartsbisdom) · Ensenada · La Paz en la Baja California Sur · Mexicali